# Offensive de la Narew
Première Guerre mondiale
Batailles
Front d'Europe de l’Est
- Stallupönen (08-1914)
- Gumbinnen (08-1914)
- Tannenberg (08-1914)
- Île d'Odensholm (08-1914)
- Lemberg (08-1914)
- Krasnik (08-1914)
- Komarów (08-1914)
- Lacs de Mazurie (I) (09-1914)
- Przemyśl (09-1914)
- Vistule (09-1914)
- Łódź (11-1914)
- Limanowa (12-1914)
- Bolimov (01-1915)
- Zwinin (02-1915)
- Lacs de Mazurie (II) (02-1915)
- Przasnysz (02-03-1915)
- Schaulen (04-07-1915)
- Gorlice-Tarnów (05-1915)
- Boug (06-08-1915)
- Narew (07-08-1915)
- Novogeorgievsk (08-1915)
- Varsovie (08-1915)
- Sventiany (09-1915)
- Lac Narotch (03-1916)
- Offensive Broussilov (06-1916)
- Offensive de Baranavitchy (07-1916)
- Turtucaia (09-1916)
- Offensive Flămânda (09-1916)
- Argeș (12-1916)
- Offensive Kerenski (07-1917)
- Bataille de Riga (09-1917)
- Opération Albion (09-10-1917)
- Mărășești (08-1917)
- Traité de Brest-Litovsk (03-1918)
- Traité de Brest-Litovsk (03-1918)
- Bakhmatch (03-1918)

Front d'Europe de l’Ouest
Front italien
Front des Balkans
Front du Moyen-Orient
Front africain
Bataille de l'Atlantique
L'offensive de la Narew du 13 juillet au 24 août 1915, est une offensive allemande menée pendant la Première Guerre mondiale sur le front de l'Est, depuis l'avant-poste sud de la Prusse-Orientale contre la ligne de fortification russe Lomscha-Pultusk-Ostrolenka. L'objectif stratégique de l'opération est de contrer l'offensive du Boug menée vers le nord depuis la Galicie en direction de Siedlce et de forcer l'armée russe qui se trouve entre les deux à se retirer de la grande avancée du front en Pologne. Trois divisions de la 9e armée allemande et de l'artillerie lourde renforcent le groupe d'armée Gallwitz prévu pour la percée dans l'offensive également appelée bataille de la percée de Przasnysz. Le 14 juillet, la percée allemande est réalisée et le 22 juillet, le secteur de la Narew est atteint sur toute sa largeur. En raison du risque d'écrasement, les armées russes présentes en Pologne doivent être repliées en toute hâte vers l'est. Les Allemands franchissent ensuite la Narew entre Różan et Pułtusk et peuvent continuer à repousser les forces russes vers l'est début août 1915. La capitale polonaise Varsovie et la forteresse de Novogeorgievsk tombent aux mains de la 9e armée allemande.

## Histoire

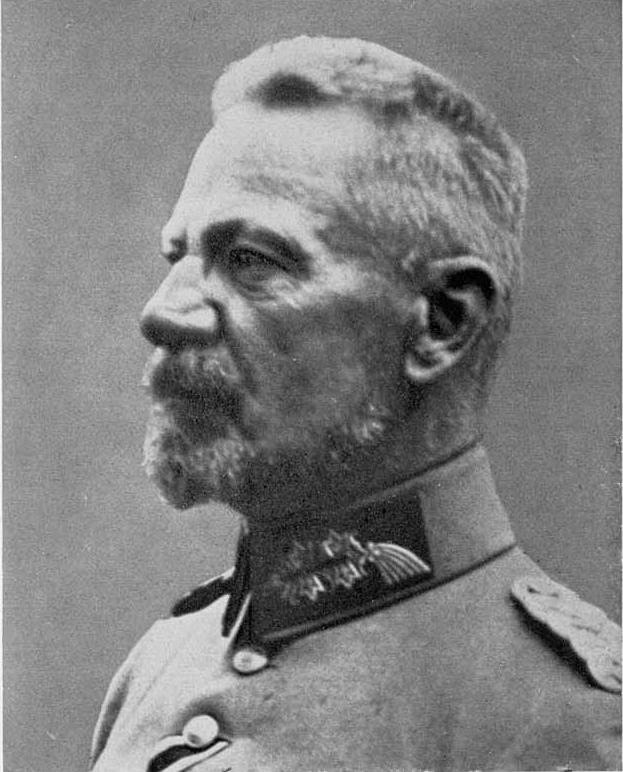
Général d'artillerie Max von Gallwitz

Le 24 février, le 1er corps de réserve allemand prend brièvement d'assaut la ville de Przasnysz lors de la première bataille de Przasnysz, faisant environ 10 000 prisonniers. Cependant, la ville est à nouveau abandonnée trois jours plus tard par une contre-attaque russe. Depuis, les Russes font de nombreux efforts pour éviter que de tels événements ne se reproduisent à l'avenir. Le déroulement favorable des batailles décisives de Gorlice-Tarnow et Grodek (mai et juin 1915) a permis aux puissances centrales de récupérer la Galicie occidentale, mais ce succès n'a pu être obtenu qu'au prix d'un affaiblissement considérable des troupes alliées. L'offensive du Boug lancée fin juin par les groupes d'armées sud Woyrsch et Mackensen est partie du nord de la Galicie vers le nord et progressait le long du Boug en direction de Brest-Litovsk. La résistance accrue des Russes entre le Boug et la Vistule enlise lentement l'offensive du Boug des puissances centrales, de nouveaux retranchements russes opposent déjà une résistance acharnée. L'action conjointe du groupe d'armées nord Hindenburg de Prusse orientale et du groupe d'armées sud Mackensen ouvre la possibilité d'ouvrir tout le front occidental russe en Pologne.
Le 2 juillet 1915, une réunion du commandement suprême de l'armée a lieu à Posen, à laquelle participe l'empereur allemand. Le commandant en chef de l'Est, le maréchal von Hindenburg, et son chef d'état-major, le général Ludendorff, préconisent une action dans la direction entre Grodno et Wilna. Guillaume II, cependant, accède à la demande du chef d'état-major von Falkenhayn, qui veut lancer une forte contre-attaque à travers la Narew au sud afin de contrer l'avancée de l'armée du Bug depuis le nord.

## La défense russe
Après leur propre succès défensif à Przasnysz en février 1915, la Stawka ne compte plus sur une attaque allemande et s'appuie sur les positions bien fortifiées. Contrairement aux Allemands, l'armée russe souffre d'une grave pénurie de munitions et, bien que l'attitude de la population civile polonaise ne soit pas pro-allemande, elle tend à secouer le joug russe et à retrouver l'ancienne indépendance nationale.
Le général Alexeyev, le nouveau chef du front nord-ouest, a reconnu à temps le danger de la coupure imminente du front ouest (2e, 4e et 5e armées) dans l'avancée polonaise et s'efforce de renforcer la ligne de la Narew. Dès le courant des premiers mois de guerre, les Russes tentent dans une hâte fébrile de renforcer la ligne Narew-Bobr, longue de 70 kilomètres, entre Łomża et Grodno. Le front central de la Narew est d'emblée difficilement attaquable en raison de larges marécages. La forteresse d'Osowiec qui s'y trouve assurait le seul passage utile sur la rivière et la ligne de chemin de fer de Lyck à Białystok. Osowiec sur le Bobr reçoit une ligne de position avancée sur les deux rives, sur la rive droite de la Narew, la garnison de Łomża est renforcée. Les têtes de pont de la forteresse de Rozan sont renforcées sur la même rive, à Pułtusk, la tête de pont nord est renforcée. De vastes verrous relient la ligne de combat principale de l'avant à un système de fortification moins profond, mais tout aussi solide, situé à une quinzaine de kilomètres en arrière, qui va de Wyszogród sur la Vistule via Płońsk-Ciechanów-Krasnosielsk à Ostrołęka. Le front entre la haute Vistule et le haut Boug n'est presque pas fortifié, mais le terrain qui s'y trouve offre au commandement de l'armée russe quelques avantages en matière de défense. Le front central sur la Vistule entre Novogeorgiewsk et Ivangorod est naturellement suffisamment protégé par le fleuve, dont la largeur peut atteindre un kilomètre.
La 1re armée russe, placée dans le champ d'attaque principal et commandée par le général de cavalerie Litvinov (de), dispose au total de quatre corps d'armée, 99 bataillons et 106 950 soldats. Avec seulement dix divisions et demie dans le secteur d'attaque principal, elle est numériquement inférieure aux forces d'attaque allemandes.
- le 1er corps du Turkestan sous le commandement du général de cavalerie Scheideman à Ciechanów
- le 1er corps d'armée sibérien (de) est sous le commandement du général Pleschkow (de) à Przasnysz
- le 27e corps d'armée du général d'infanterie Balanin se trouve dans la région de Płońsk
- le 4e corps d'armée sibérien (de) sous le commandement du lieutenant-général Sychevski défendu dans la région d'Ostrołęka
- réserve : 1er corps de cavalerie du général de cavalerie Oranowski

## Déploiement allemand
L'offensive sur la Narew est confiée au groupe d'armées von Gallwitz, qui a déjà dû attaquer deux fois cette année à Przasnysz. Le général d'artillerie Max von Gallwitz reçoit l'ordre de percer le front russe sur la basse Narew en agissant des deux côtés de Przasnysz et de réaliser une percée stratégique du front de position. Hindenburg ordonne à la 9e armée allemande sous le commandement du prince Léopold de Bavière, située au centre du front de la Vistule, de céder d'abord trois divisions et bientôt une quatrième division. La 3e division d'infanterie restante est transférée au groupe d'armées Gallwitz via Willenberg. La 8e armée allemande (général von Scholtz), doit créer son propre groupe de choc à partir de ses propres formations faibles et participer à l'attaque. L'aile droite de la 8e armée, située entre la Szkwa et la Pissa (de), doit soutenir l'attaque principale. L'aile droite de l'armée du général d'artillerie von Scholtz doit tenir les positions, de même que la 10e armée sous le général von Eichhorn qui la suit à droite, ses propres lignes jusqu'au Niémen dans la région à l'ouest de Kovno. Une attaque sur Nowo-Georgiewsk et la poursuite de l'offensive sur Siedlce sont l'objectif stratégique de l'opération.
Le groupe d'armées Gallwitz, renforcé à douze divisions, lance son attaque principale, comme en février 1915, de part et d'autre de Przasnysz entre Grudusk et le secteur de l'Orzyc. Jusqu'au 14 juillet, le haut commandement du groupe d'armée promet également l'acheminement de la 50e division de réserve par Mława. Au total, le général Gallwitz dispose de 5 corps d'armée avec 164 bataillons (environ 177 000 hommes).
- Sur l'aile droite vers la Vistule, l'attaque est couverte par le 17e corps de réserve (groupe Surén) avec les 14e (de) et 85e division de Landwehr, ainsi que le corps Dickhuth formé de troupes de la forteresse de Thorn.
  - La poussée principale au centre du groupe d'armées est menée par le 11e corps d'armée (groupe Plüskow) avec la 38e division d'infanterie et la 86e division d'infanterie (division de remplacement Wernitz), le 17e corps d'armée (groupe Pannewitz) avec la 1re division de réserve de la Garde et la 36e division d'infanterie, et le 13e corps d'armée (groupe Watter) avec la 4e division de la Garde et les 3e et 26e division d'infanterie. Derrière, la 35e division d'infanterie et la brigade du général von Pfeil (de) servent de réserve au groupe d'attaque.
- Sur l'aile gauche se trouve le 1er corps d'armée (groupe Eben) avec les 2e et 37e division d'infanterie de l'Orzyc à la Szkwa.

## Bataille de percée de Przasnysz les 13 et 14 juillet

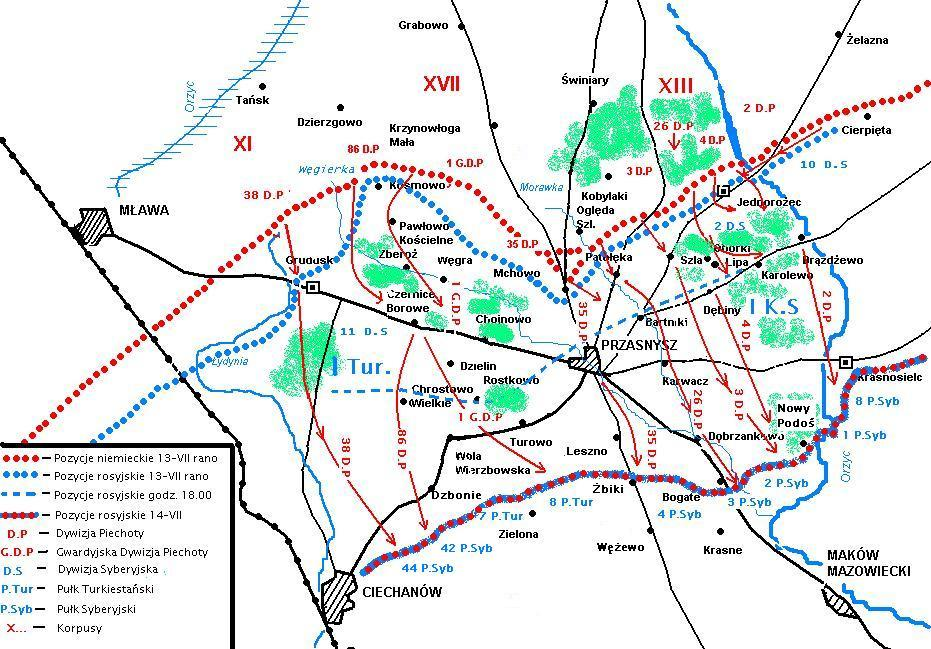
Croquis pour la bataille de percée de Przasnysz

Le groupe d'armée Gallwitz, qui tient le front entre la Vistule et Szkwa, commence son offensive le 13 juillet des deux côtés de Przasnysz. Le maréchal von Hindenburg est arrivé dans la journée au quartier général du groupe d'armées, à Willenberg. Le général von Gallwitz s'est rendu à l'avant à Dzierzgowo avec son chef d'état-major, le colonel Marquard, pour observer l'attaque. Le général Gallwitz donne aux deux corps de l'aile droite la possibilité de retarder l'assaut d'une heure. Seul un corps en fait usage, ce qui explique que l'unité de l'attaque de ces corps voisins est perturbée dès le début. Sur le front d'attaque de 29 kilomètres entre la Lydynia et l'Orzyc, 3 corps avec 7 divisions soutenues par 123 batteries (dont 34 lourdes) sont mis à disposition, dans la deuxième rencontre et derrière chacune des ailes, deux divisions et demie supplémentaires. Une division d'attaque représente en moyenne quatre kilomètres de front. L'aile droite de la 8e armée, située entre la Szkwa et la Pissa, doit immédiatement soutenir l'attaque principale. Vers 4h45, l'artillerie allemande ouvre le feu sur les positions ennemies avec 800 canons, l'espace entre la voie ferrée Mława-Varsovie et l'Orzyc est balayé. Les 2e et 11e divisions sibériennes subissent immédiatement de lourdes pertes. Environ un tiers de la garnison tombe ou est enterré vivant dans ses abris. La plus forte concentration de tirs d'artillerie a lieu vers 5h15 contre le village d'Osówka, qui est entièrement détruit. Le général Gallwitz a fait poursuivre ses propres tirs par précaution afin d'abattre les positions d'artillerie ennemies face au 17e corps de réserve à Lysakowo et face à l'aile droite du 1er corps d'armée (groupe Eben). Dans le groupe d'attaque formé par les 11e et 17e corps d'armée, le groupe Plüskow doit se diriger vers le sud sur la ligne Grudusk-Pawlowo-Koscielne, tandis que le groupe Pannewitz lance l'attaque principale par la ligne Zberoz-hauteur 154 au nord-est d'Olszewiec. Le combat d'infanterie commence à 9h45, l'attaque de la 4e division de réserve de la Garde (général von Schweinitz) fait reculer la 2e division sibérienne. Au nord de Przasnysz, de la hauteur au nord-est d'Olszewiec jusqu'à Szlachecki, l'ennemi est énergiquement tenu par l'aile gauche du corps d'armée Pannewitz, qui se tient pour l'instant sur la défensive. Pendant ce temps, le 13e corps fait une percée vers le sud via Jednorozec, son flanc gauche étant couvert par la 2e division du général von Falk. Des éléments de la 3e division du groupe Watter pénétrent dans Ogledzie et repoussent les troupes russes vers Bartniki. Le général Watter a décidé, pour renforcer l'attaque de son aile gauche, de redresser le front au nord-est de Przasnysz, avec l'intention d'atteindre Drazdzewo et Lipa. Près d'Obórek, la défense russe est débordée par la 3e division et repoussée vers la localité de Lipa. À l'aile droite, le 11e corps d'armée pénètre dans la position russe avancée à Grudusk dès la première tentative. Les villages de Lipa et Karolew, attaqués de trois côtés, tombent. Le premier jour, la première position forte des Russes des deux côtés de Przasnysz est percée avec succès. À l'aile droite du groupe d'armées, la 38e division d'infanterie attaque contre Grudusk, la division Wernitz s'avance contre les positions élevées au nord de Kosmowo et prend d'assaut la ligne de village Pavlowo et Kosmowo, où la 11e division sibérienne du général Zorakowski défend.
Le 14 juillet, la ville de Przasnysz tombe aux mains des Allemands, et ce n'est que le 15 juillet, après une lutte acharnée, que la deuxième position des Russes, fortement fortifiée, vacille. La percée stratégique vers la Narew est forcée.

## Bataille de la Narew du 18 à fin juillet

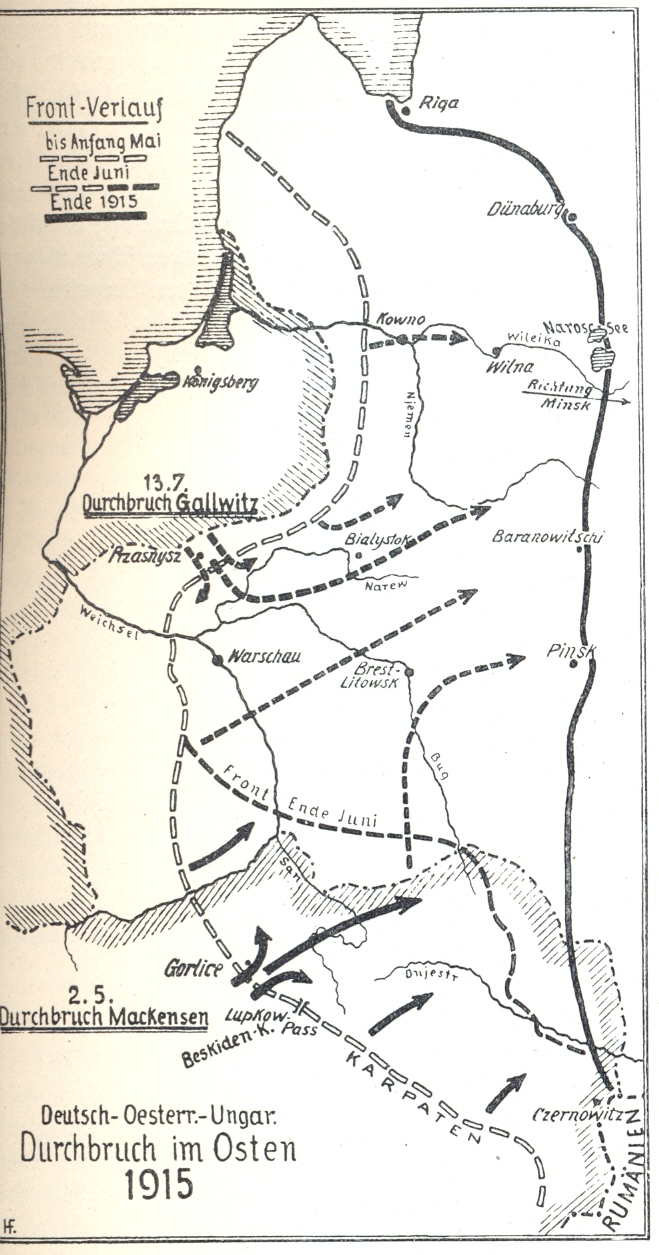
Batailles de percée sur le front de l'Est en 1915

Le général von Gallwitz ordonne la poursuite de la marche en avant pour forcer le passage de la Narew. Sur la ligne Pultusk-Rozan, le passage de la Narew doit être atteint, tandis que sur l'aile droite extrême de l'armée, le corps Dickhuth et le 17e corps de réserve rejoignent le front nord-ouest du triangle fortifié de Varsovie, et qu'à l'est, le 1er corps d'armée couvre le flanc gauche du groupe d'armées vers Ostrolenka. Les 11e et 17e corps d'armée, qui avancent au centre, ont pour mission d'attaquer Pultusk par le nord et l'ouest. Le 13e corps doit avancer contre la forteresse de Rozan. Le 20 juillet, la 26e division a atteint les positions de part et d'autre de la route de Pultusk, le 22 juillet, la 4e division de la Garde a éventré une partie du front nord et pris d'assaut la localité de Miluny. Le 23 juillet, l'attaque de la 3e division se poursuit contre la forte position de Podboro, les Russes évacuent prématurément la tête de pont qui s'y trouve. La 26e division doit traverser la Narew entre Rozan et Dzbondy, la 3e division à Rozan et la 4e division de la Garde à Dyszobaba. D'autres tentatives de franchissement direct du fleuve échouent le 24 juillet en raison de l'intensification de la résistance russe.
Jusqu'au 26 juillet, dix divisions allemandes sont prêtes à attaquer à l'est de la Narew et à progresser vers et au-delà du Boug. Comme le groupe Eben (1er corps d'armée) n'avance pas à Kamionka, il est renforcé par la 54e division d'infanterie qui arrive du front ouest. Les Russes ont cependant déjà rassemblé d'importantes forces afin de gagner le temps nécessaire à leurs propres manœuvres de largage. Au moins cinq corps d'armée russes se mettent en marche le 26 juillet, une contre-attaque est lancée sur 60 kilomètres, de Serock à l'est de Rozan. L'intervention de la 12e armée russe avec le 21e corps d'armée sur le tronçon oriental près de Rozan renforce considérablement cette poussée. Malgré une défense réussie de la part des Allemands, la force de résistance de la 1re armée russe est encore suffisante pour stopper à tout moment l'avancée allemande. Les jours suivants, l'armée de Gallwitz est contrainte à une lutte de plus en plus acharnée, qui est finalement décidée à la fin du mois en faveur des unités d'attaque allemandes. Lorsque la forteresse d'Ostrolenka, évacuée par les Russes, est prise le 3 août, le groupe d'armées Gallwitz et l'aile sud de la 8e armée peuvent s'étendre sur la rive est de la Narew, de Nowogrod jusqu'au sud de Pultusk.

## Fin de l'offensive
Début août, l'armée allemande du Niémen sous le commandement du général Otto von Below commence à avancer vers la basse Düna. Devant la forteresse de Kowno, la 10e armée allemande commence à se battre pour la ligne de fortification extérieure avec le groupe Litzmann engagé. La 8e armée Scholtz prend Łomża le 10 août à l'aube et progresse vers l'est avec l'armée Gallwitz par les hauteurs de Czerwony Bor. Le groupe d'armées Gallwitz (désormais 12e armée) a atteint la ligne Malkin Gorna-Zambrowo. Dans la 9e armée, le général von Beseler, le général commandant du 3e corps de réserve (de) a déjà gagné le 7 août les forts extérieurs de la forteresse de Nowogeorgiewsk sur le cours inférieur de la Narew. L'armée du prince Léopold de Bavière a occupé Varsovie le 5 août et, dans la nuit du 8 août, également la banlieue est de Praga. Le détachement d'armée Woyrsch a franchi la Vistule et se trouve devant Łuków. Entre la Vistule supérieure et le Boug, les Russes ont évacué la ligne Opalin-Ivangorod et ont reculé. Fin août, lors de la Grande Retraite, l'ensemble du front occidental russe s'est replié sur la frontière occidentale biélorusse presque sans combat sur ordre supérieur, presque tous les territoires polonais ont ainsi été perdus pour l'empire tsariste.